# Eupagia nigerrima
Eupagia nigerrima là một loài bướm đêm trong họ Geometridae.